# تقلید پرخاشگر

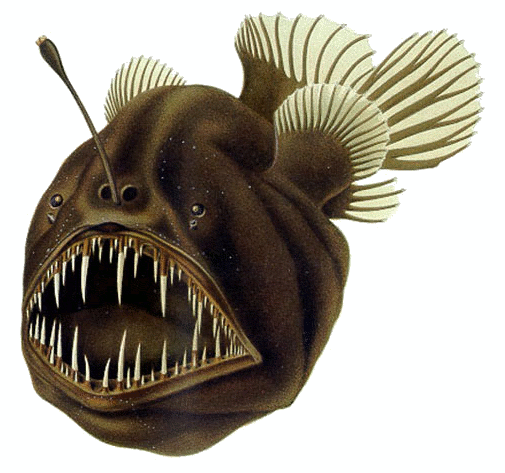
قلابچه‌ماهی گوژپشت از یک مهره ستون پشتی اصلاح‌شده به عنوان میله ماهیگیری با قلابچه‌ماهی زیست‌تابی برای جذب و گرفتن طعمه استفاده می‌کند.

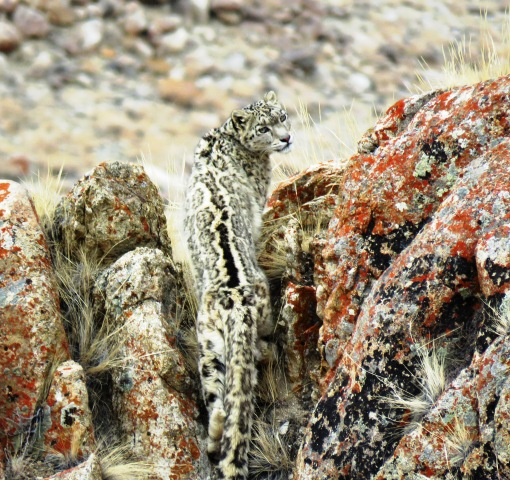
یک شکارچی استتار شده: پلنگ برفی در لاداخ. تمایز بین تقلید پرخاشگر و استتار شکارگر بستگی به سیگنالی دارد که به طعمه داده می‌شود، که به آسانی قابل تشخیص نیست.

تقلید پرخاشگر یا تقلید پرخاشگرانه (به انگلیسی: Aggressive mimicry)، شکلی از تقلید که در آن شکارچیان، انگل‌ها یا انگل‌واره‌ها، سیگنال‌های مشابهی را، با استفاده از یک مدل بی‌زیان به اشتراک می‌گذارند که به آن‌ها اجازه می‌دهد تا به درستی توسط طعمه یا میزبان خود شناسایی نشوند. جانورشناسان بارها این استراتژی را با گرگی در لباس میش مقایسه کرده‌اند. تقلید پرخاشگر در گسترده‌ترین معنای خود می‌تواند شامل انواع مختلفی از استثمار باشد، مانند زمانی که یک ارکیده از حشره نر با تقلید از یک ماده جنسی پذیرا بهره‌کشی می‌کند (به شبه تجمع مراجعه کنید)، اما در اینجا به اشکال استثمار شامل تغذیه محدود می‌شود. یک اصطلاح جایگزین تقلید پکهام (پس از جورج و الیزابت پکهام) پیشنهاد شده‌است، اما به ندرت استفاده می‌شود. برای مثال، استرالیایی‌های بومی که هنگام شکار لباس کانگورو می‌پوشند و از آنها تقلید می‌کنند،  پرخاشگر به‌شمار نمی‌روند، و همچنین یک ماهی‌گیر انسان نیز در نظر گرفته نمی‌شوند، اگرچه بدون شک در حال تمرین استتار خودآرایی هستند. تقلید مولکولی به‌طور جداگانه مورد بررسی قرار می‌گیرد که شباهت‌هایی دارد. به عنوان مثال، یک ویروس ممکن است خواص مولکولی میزبان خود را تقلید کند و به آن اجازه دسترسی به سلول‌های خود را بدهد.
تقلید پرخاشگر در اصل مخالف تقلید دفاعی است که در آن تقلید عموماً از زیان‌آور بودن آن سود می‌برد. تقلید ممکن است شبیه طعمه خود یا جاندار دیگری باشد که برای طعمه سودمند یا حداقل زیان‌آور نیست. مدل، یعنی جانداری که «تقلید» می‌شود، ممکن است افزایش یا کاهش تناسب اندام را تجربه کند، یا ممکن است اصلاً تحت تأثیر این رابطه قرار نگیرد. از طرف دیگر، گیرنده سیگنال ناگزیر از فریب خوردن رنج می‌برد، همان‌طور که در اکثر کمپلکس‌های تقلید این اتفاق می‌افتد.
تقلید پرخاشگر اغلب شامل سیگنال‌هایی است که شکارچی را به کار می‌گیرد که طعمه بالقوه‌اش را به سمت خود می‌کشد، استراتژی که به شکارچیان اجازه می‌دهد به سادگی بنشینند و منتظر بمانند تا طعمه به سوی آنها بیاید. وعده غذا یا رابطه جنسی بیشتر به عنوان فریب استفاده می‌شود. با این حال، لازم نیست این مورد درست باشد. تا زمانی که هویت واقعی شکارچی پنهان باشد، ممکن است بتواند آسان‌تر از آنچه در غیر این صورت بود به طعمه نزدیک شود. از نظر گونه‌های درگیر، سیستم‌ها ممکن است از دو یا سه گونه تشکیل شده باشند. در سیستم‌های دوگونه‌ای، گیرنده سیگنال یا «دوپ» مدل است.
از نظر بعد بینایی، تمایز بین تقلید پرخاشگر و استتار همیشه واضح نیست. نویسندگانی مانند ویکلر بر اهمیت سیگنال برای گیرنده آن به عنوان جداکننده تقلید از استتار تأکید کرده‌اند. با این حال، ارزیابی میزان اهمیت یک سیگنال برای فریبکار آسان نیست، و بنابراین تمایز بین این دو می‌تواند نسبتاً مبهم باشد. ممکن است از سیگنال‌های ترکیبی استفاده شود: تقلیدهای پرخاشگر اغلب در بخش خاصی از بدن رخ می‌دهد که سیگنال فریبنده‌ای را ارسال می‌کند و دیگر بخش‌های بدن پنهان یا استتار شده‌است.

## طبقه‌بندی
- تله‌انداختن طعمه
  - ظاهرفریبی غذا
- سامانه تقلید دوقطبی
  - تقلید بیتسی-والاسی یا تقلید طعمه
  - تقلید انگل کربی یا زادآوری
  - تقلید ویکلری-ایسنری (Wicklerian-Eisnerian) یا تقلید گونه‌های بی‌زیان
- تقلید ماهی پاک‌کننده
- تقلید پنهان (Mimesis)
- انگل‌هایی با تقلید طعمه میزبان

## گرگ در لباس گوسفند

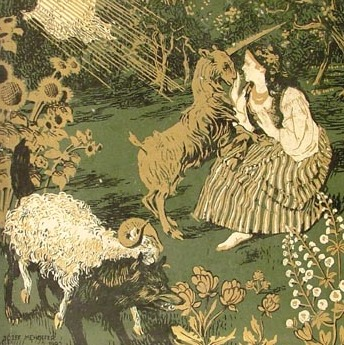
گرگ در لباس گوسفند اثر ژوزف محوفر، ۱۹۰۳. جزئیات جلد آلبوم

جانورشناسان تقلید پرخاشگری را با استراتژی افسانه لباس میش در لباس گرگ مقایسه کرده‌اند، از جمله در هنگام توصیف عنکبوت‌های جهنده، بال‌توری، شتههای شبیه‌ساز مورچه، حشرات نیمه‌کوهی که از سوسک‌های کریزوملید تقلید می‌کنند، عنکبوت جهنده، آخوندک ارکیده، ماهی سیکلید، و شاهین دم‌نواری که همراه با کرکس پرواز می‌کند و به آن توانایی نزدیک شدن به طعمه‌های زمینی را می‌دهد. این جانوران تکامل یافته‌اند تا طعمه خود را با ظاهر شدن به عنوان طعمه دیگر فریب دهند، یا مانند قلابچه‌ماهی و لاک‌پشت‌های گازگیر طعمه را با ظاهر شدن به عنوان طعمه طعمه فریب دهند.

## نگارخانه

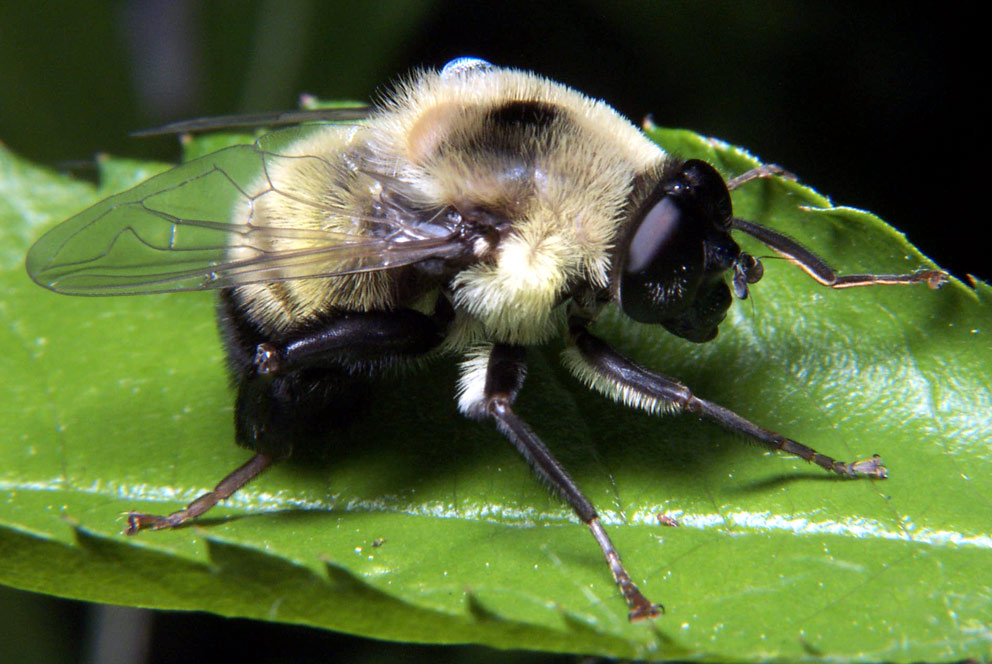
تقلیدهای دفاعی بیتسی، مانند این مگس سرگردان تقلیدکننده زنبور عسل، نقطه مقابل تقلیدهای پرخاشگری هستند.
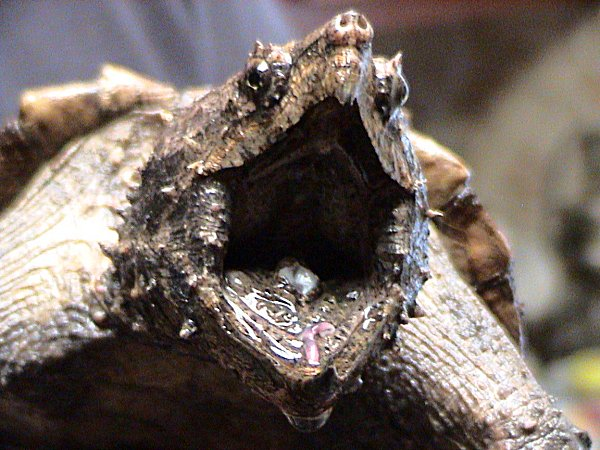
لاک‌پشت گازگیر الیگاتور از زبان خود برای فریب دادن ماهی استفاده می‌کند.
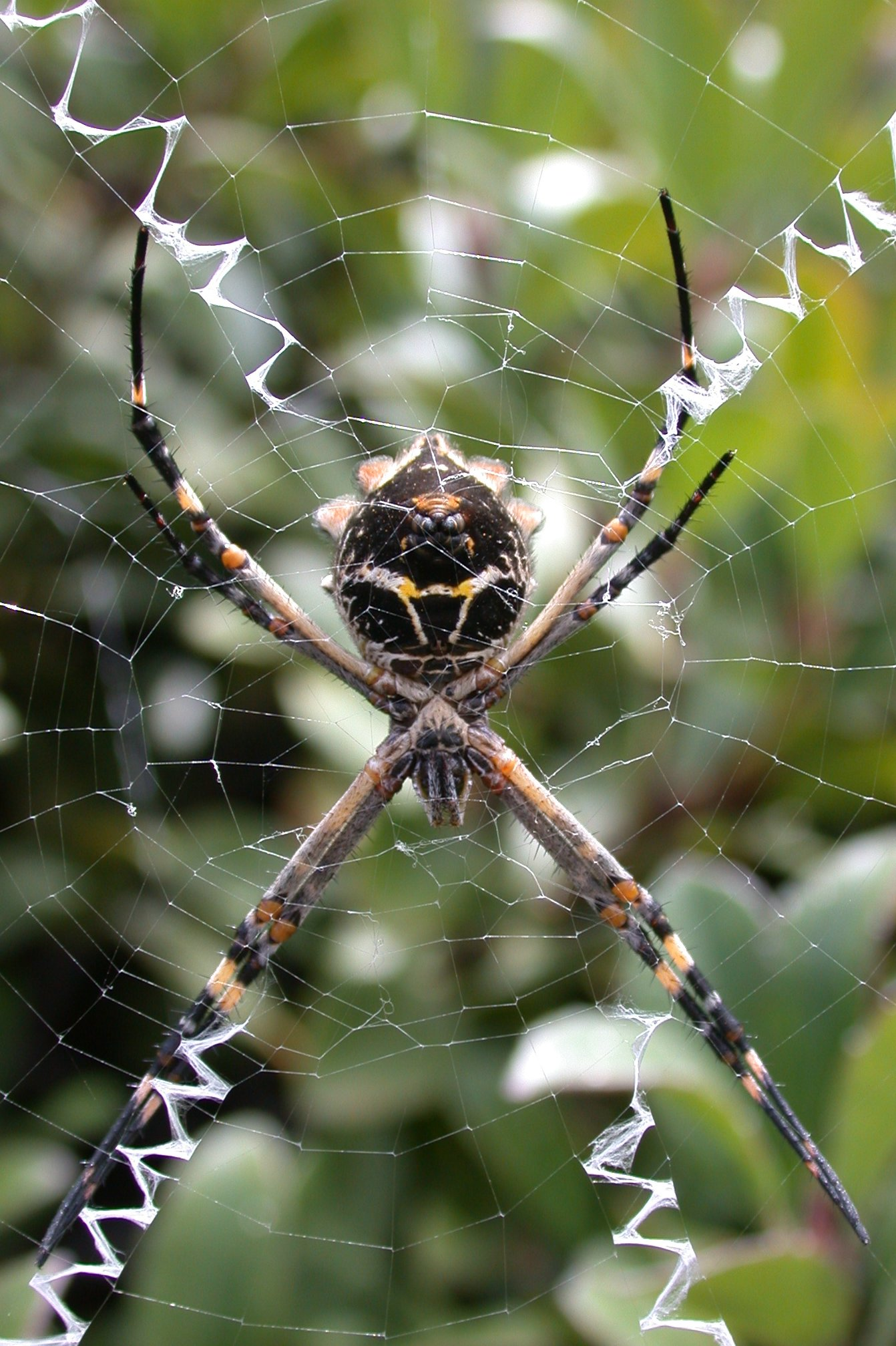
عنکبوت نقره‌ای و شبکه تار عنکبوت آن
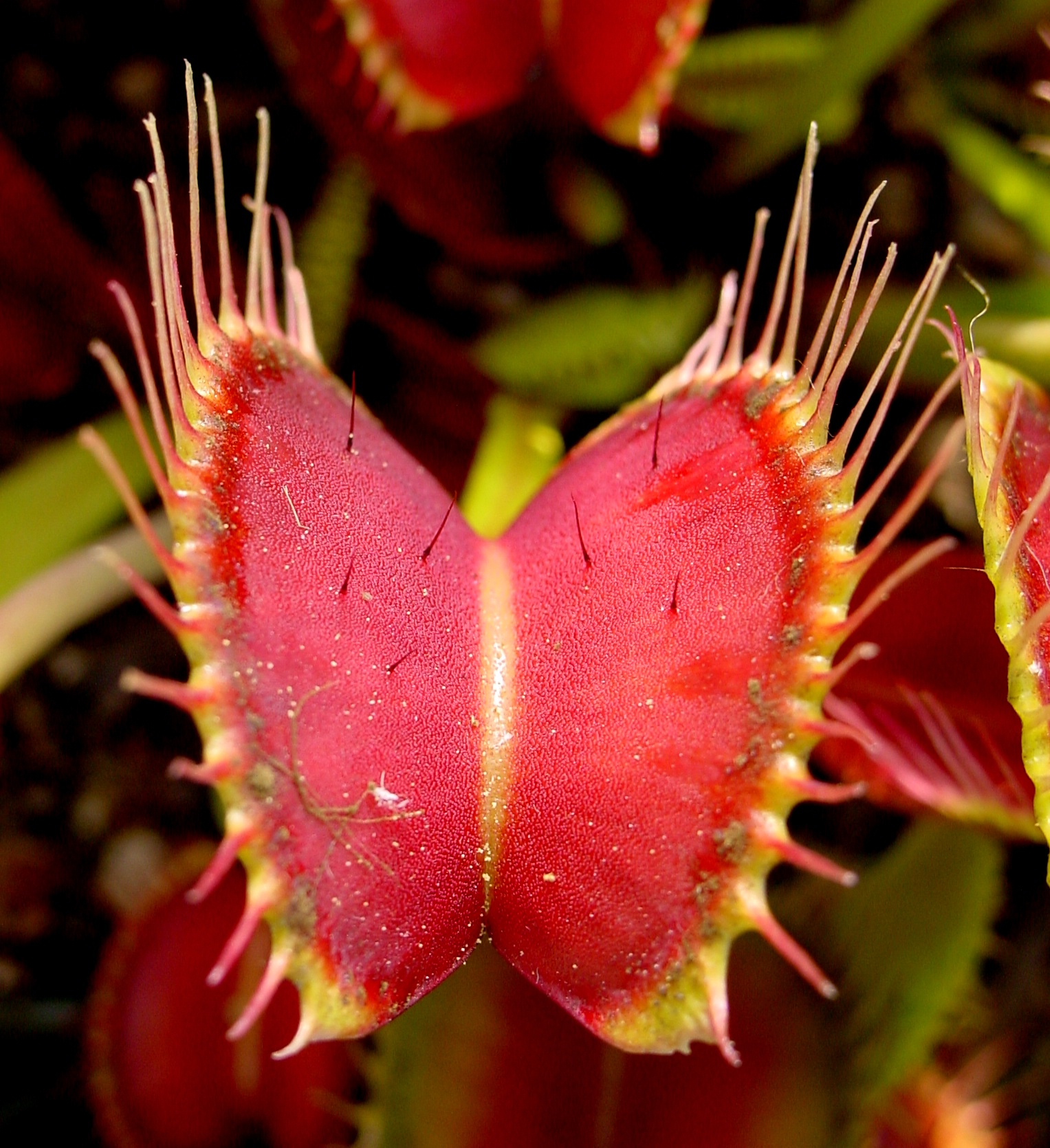
برگ‌های درخشان ونوس مگس‌خوار (Dionaea muscipula) حشرات را مانند گل‌ها جذب می‌کند.
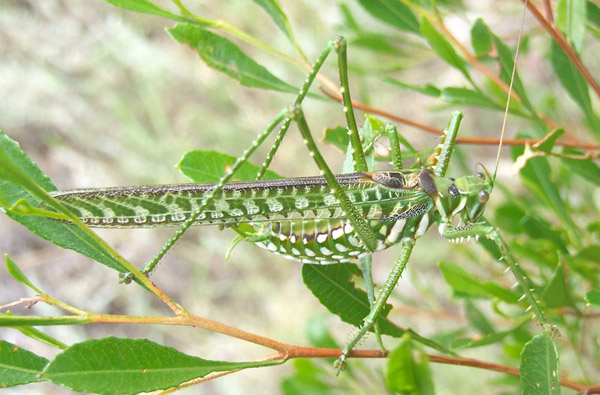
کاتیدید شکارچی خالدار (Chlorobalius leucoviridis) یک تقلید پرخاشگری صوتی از سیکادا است.
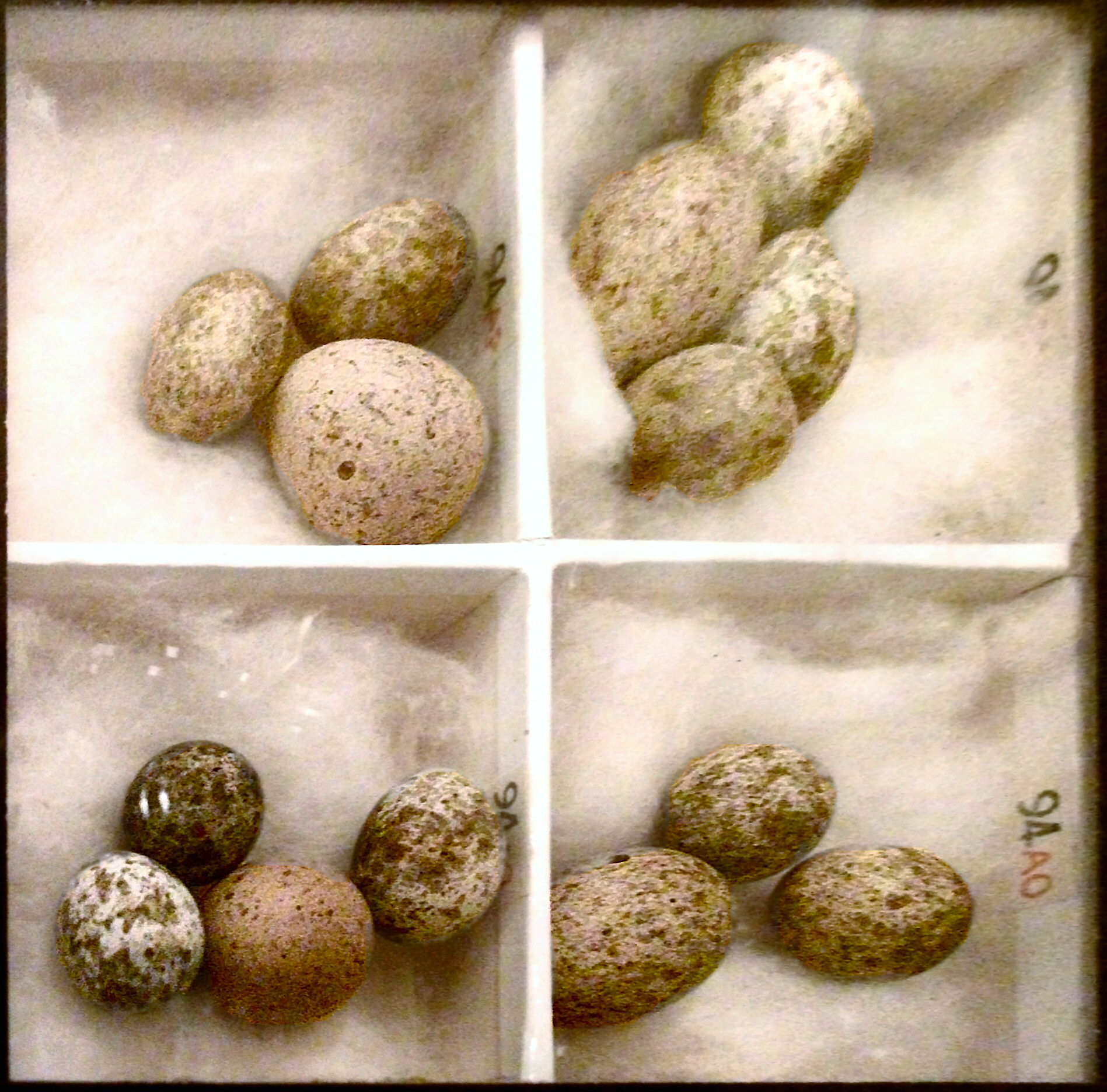
انگل زادآوری: چهار دسته تخم مرغ سسک‌های نیزار که هر یک حاوی یک تخم کوکو (بزرگ‌تر) است.
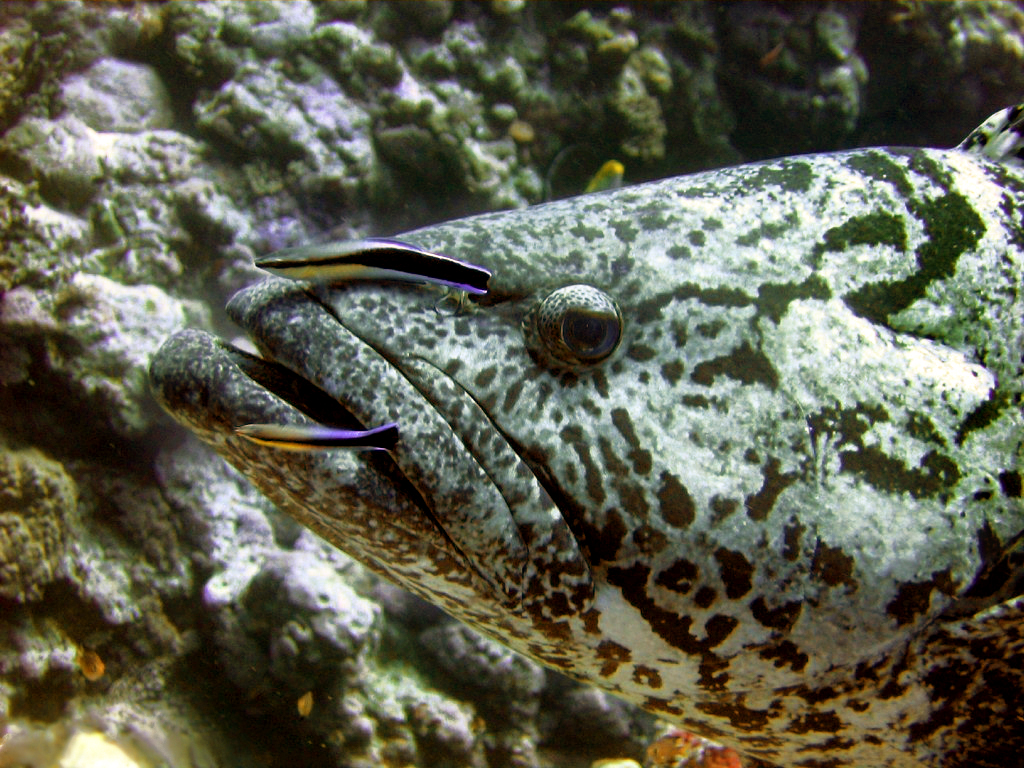
دو عدد راس‌ماهی پاک‌کننده رگه‌آبی در حال تمیز کردن روغ‌ماهی سیب‌زمینی، Epinephelus tukula
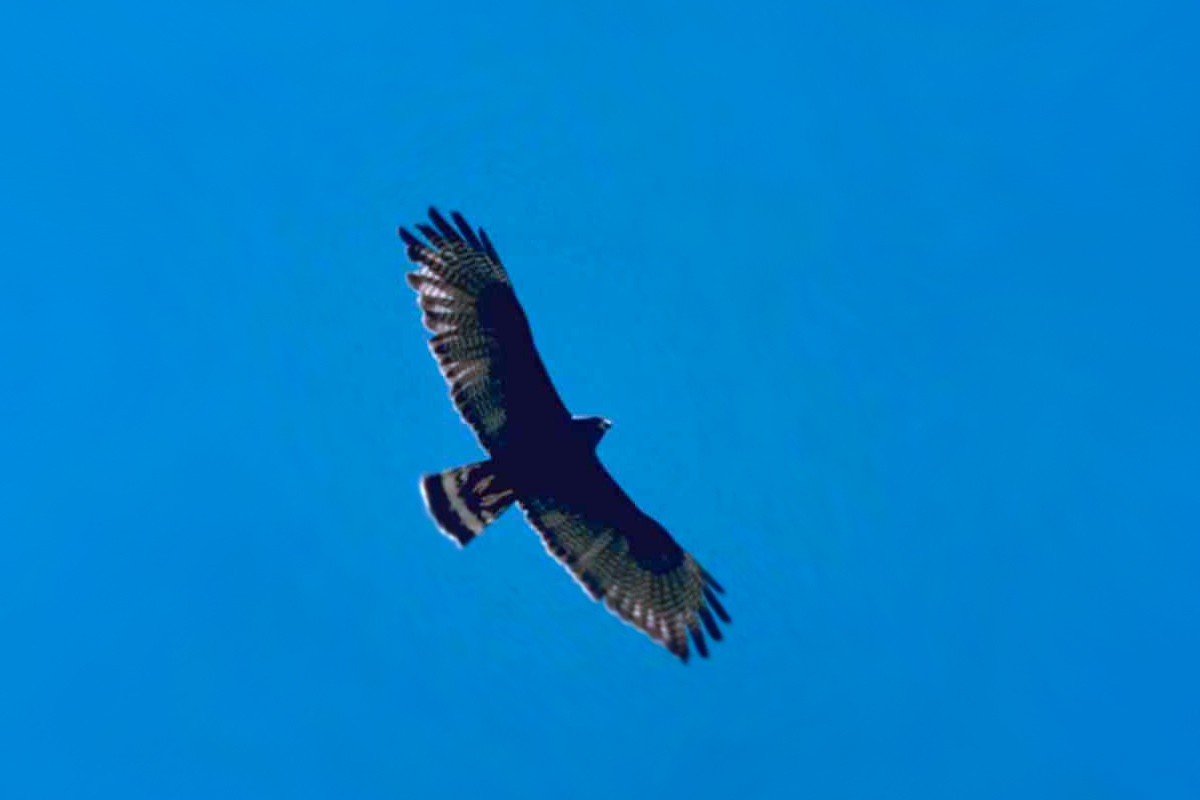
شاهین دم‌نواری شبیه کرکس بوقلمونی در حال پرواز است.

## یادداشت ها
1. ↑  Pasteur (1982) describes the term as redundant, and points out that there are many different forms of aggressive mimicry. The term was used earlier by Bates (1862) and Kirby & Spence (1823).